# Anna Lindersson
Anna Lovisa Lindersson, född den 20 oktober 1872 i Skånela, Stockholms län, död 16 april 1960, vid sin död fortfarande folkbokförd i Markim i Uppland, där hon 1890 stod skriven som piga, anses vara den person som varit inlåst längst tid i Sverige. 
Under 67 år, från 1893, som en av de första patienterna att skrivas in där, fram till sin död 1960, var Lindersson intagen på Piteå hospital och asyl (senare kallat Furunäsets sjukhus). Lindersson blev överflyttad från hospital i Stockholm till Piteå. Lindersson fick under sin vistelse på Piteå hospital och asyl aldrig några besök.